# Seks w wielkim mieście (serial telewizyjny)
Seks w wielkim mieście (ang. Sex and the City) – amerykański serial telewizyjny, produkowany w latach 1998-2004 przez stację telewizyjną HBO, na podstawie bestsellerowej książki Candace Bushnell o tym samym tytule.
Po sukcesie serialu powstały także dwa filmy będące kontynuacją losów serialowych bohaterów Seks w wielkim mieście (Sex and the City: The Movie) oraz Seks w wielkim mieście 2 (Sex and the City 2).
Miał też powstać trzeci film, threequel, ale prace nad nim anulowano.
W styczniu 2021 roku potwierdzono kontynuacje serialu, pod tytułem „I tak po prostu” jako 10 odcinków po 30 minut, bez udziału Kim Cattrall. Jego premiera miała miejsce 9 grudnia 2021 roku. Pierwsze dwa odcinki zostaną wyemitowane tego dnia a pozostałe osiem w tygodniowych odstępach.
Dyrektor programowy HBO postanowił rozwiać wątpliwości i ujawnić, że Samantha po prostu przestanie być częścią paczki przyjaciółek z serialu.

## Opis
W Nowym Jorku mieszkają cztery różne kobiety, które są tak blisko siebie, że zwierzają się sobie z każdej przygody seksualnej i problemów osobistych. Wyzwolona seksualnie specjalistka PR Samantha Jones, sarkastyczna prawniczka Miranda Hobbes, wierząca w prawdziwą miłość właścicielka galerii sztuki Charlotte York i neurotyczna pisarka Carrie Bradshaw, która zbiera ich i swoje historie w cotygodniowej kolumnie gazety „New York Star”, pt. „Seks w wielkim mieście”. Jest też ona narratorem całej serii.

## Postacie

### Główne
- Cynthia Nixon − Miranda Hobbes
- Kim Cattrall − Samantha Jones
- Kristin Davis − Charlotte York
- Sarah Jessica Parker − Carrie Bradshaw
- Chris Noth − John „Big” James Preston

### Drugoplanowe
- Anne Meara − Mary Brady
- Ben Weber − Skipper Johnston
- Blair Underwood − dr Robert Leeds
- Bridget Moynahan − Natasha Naginsky
- David Eigenberg − Steve Brady
- Evan Handler − Harry Goldenblatt
- Frances Sternhagen − Bunny MacDougal
- James Goodwin − James
- James Remar − Richard Wright
- Jason Lewis − Jerry „Smith” Jerrod
- John Corbett − Aidan Shaw
- Kyle MacLachlan − Trey MacDougal
- Mario Cantone − Anthony Marantino
- Ron Livingston − Jack Berger
- Sean Palmer − Marcus Adant
- Sônia Braga − Maria Reyes
- Willie Garson − Stanford Blatch

### Gościnne, gwiazd
- Justin Theroux − Jared (s01e07)
- Dana Wheeler-Nicholson − Laney Berlin (s01e10)
- Bradley Cooper − Jake (s02e04)
- Donald Trump − on sam (s02e08)
- Jon Bon Jovi − Seth (s02e13)
- Valerie Harper − Wallis Wysel (s02e15)
- Justin Theroux − Vaughn Wysel (s02e15)
- John Enos III − Mr. Cocky (s02e18)
- Alanis Morissette − Dawn (s03e04)
- Eddie Cahill − Sean (s03e04)
- Matthew McConaughey − on sam (s03e13)
- Sarah Michelle Gellar − Debbie (s03e13)
- Hugh Hefner − on sam (s03e13)
- Eddie McClintock − gość przy basenie (s03e13)
- Vince Vaughn − Keith Travers (s03e14)
- Carrie Fisher − ona sama (s03e14)
- Heidi Klum − ona sama (s04e02)
- Lucy Liu − ona sama (s04e11)
- Ron Rifkin − Julian Fisher (s04e17)
- Amy Sedaris − Courtney Masterson (s05e02, s05e04, s05e05 i s06e05)
- Molly Shannon − Lily Martin (s05e02, s05e04 i s05e07)
- Heather Graham − ona sama (s05e06 i s06e08)
- Nathan Lane − Bobby Fine (s05e08)
- Jennifer Coolidge − Victoria (s06e03)
- Linda Evangelista − sprzedawczyni w sklepie „Manolo Blahnik” (s06e09)
- David Duchovny − Jeremy Wade (s06e10)
- Geri Halliwell − Phoebe (s06e10)
- Julia Sweeney − siostra zakonna Anne Marie (s06e15)
- Kristen Johnston − Lexi Featherston (s06e18)

## Dodatkowe informacje
- Do pewnego stopnia parodią Seksu w wielkim mieście jest polski serial telewizyjny Czego się boją faceci, czyli seks w mniejszym mieście.
- Pełny polski tytuł serialu premierowo emitowanego w TVP2 brzmiał Jak upolować mężczyznę, czyli Seks w wielkim mieście.
- W 2011 w Polsce ukazała się książka Mikołaja Milcke Gej w wielkim mieście. Autor przyznaje, że tytuł i treść książki są inspirowane serialem.
- W 2020 roku ukazała się książka "Seks w wielkim lesie" Prof. Łukasza Łuczaja. Tytuł jest nawiązaniem do popularnego serialu.